# Negai☆″
Negai☆″(→소원)는 일본 소카 대학의 초소형 인공위성으로서, 2010년 5월 21일에 금성 탐사선 아카츠키와 H-IIA 로켓으로 같이 발사되었었다.

## 개요
네가이는 소카 대학의 학생들이 만들어 운영하는 큐브위성으로서, FPGA의 궤도 작동 시험이나 기타 기술들을 시험해보기 위한 용도로 사용하려고 하였다. 실제 궤도에서의 FPGA 작동 실험을 통해, 회로의 소형화 기술과 여유도를 입증했다.
"Science outreach" 프로그램의 일환으로, 네가이는 "아이들의 꿈 응원 프로젝트"(子どもの夢、応援プロジェクト)를 통해 몇몇 아이들의 이름과 소원들을 위성에 탑재하고 발사되었다. 네가이 위성이 임무 약 20일 후쯤 대기권에 재돌입해 불타오를 예정이었기 때문에, 위성을 유성에 비유하여 아이들의 꿈들을 마이크로 필름에 담아 탑재한 것이다.
또한 대기권에 재돌입하기 전까지 지구의 상을 촬영하고, 지구가 촬영된 부분을 잘라 JPEG 파일 형태로 압축해 지상에 보내, 이름이 실려 같이 발사된 아이들에게 사진이 주어질 예정이었다.
신호 수신 장소로는 소카 대학, 하치조섬, 이시가키섬의 3곳이 마련되었다.

## 발사 및 운용

### 발사
발사는 일본 우주항공연구개발기구와의 계약을 통해 미쓰비시 중공업이 맡았다. 5월 17일 예정되어 있던 발사를 위해, H-IIA 로켓은 5월 16일 다네가시마 우주 센터의 요시노부 발사장 1번 발사대로 향했다. 로켓 본체는 격납고를 UTC 21시 01분에 출발하여, 24분 후인 25분에 도착했다. 최종 카운트다운은 UTC 11시 30분에 시작되었고, 15시 28분에는 로켓의 1/2단에 극저온 연료를 주입하는 작업이 완료되었다. 하지만 발사 몇 분 전에, 기상 악화로 인해 발사가 취소되었다.
그 후 5월 20일 UTC 21시 58분 22초, 재발사를 진행하여 성공적으로 발사되었다.
네가이는 아카츠키를 금성으로 보내기 위해 사용되었던 H-IIA 202 로켓의 2단 엔진에 붙어있는 JAXA 피코위성 분리기에서 분리되었다. 네가이는 K-Sat 위성과 분리기를 공유하였다(와세다-SAT2 위성은 다른 분리기를 사용하였다). 세 큐브위성들은 로켓 2단의 1/2차 점화 사이에 분리되었다. 그 후 로켓은 계속해서 태양 주회궤도로 진입했으며, 아카츠키, IKAROS, UNITEC-1 위성이 분리되었다.

### 운용 및 임무 종료
위성과의 통신은 아마추어 무선 대역을 사용했으며, 지상에서 신호를 수신하는 데 성공했다. 비록 패킷 손실이 있었지만, 이미지를 얻는 것 또한 성공했다. 다만, 계획하고 있었던 지구 촬영은 하지 못했다.
위성은 당초 예상과 다르게 임무 개시 20일 이후에도 궤도에 머물렀지만, 6월 19일을 마지막으로 전파 수신이 불가능해졌고, 6월 24일 지상 관제소에서는 위성 운용을 종료했다. 위성은 6월 26일 대기권에 재진입해 불타올랐다고 확실시된다.

## 같이 보기
- 아카츠키 (우주선)
- K-Sat
- 와세다-SAT2